# Hrîșkivți
Hrîșkivți (în ucraineană Гришківці) este o așezare de tip urban din raionul Berdîciv, regiunea Jîtomîr, Ucraina. În afara localității principale, nu cuprinde și alte sate.

## Demografie
Componența lingvistică a așezării de tip urban Hrîșkivți
     Ucraineană (97,1%)
     Rusă (2,64%)
     Alte limbi (0,08%)
Conform recensământului din 2001, majoritatea populației așezării de tip urban Hrîșkivți era vorbitoare de ucraineană (97,1%), existând în minoritate și vorbitori de rusă (2,64%).